# 新米哈伊洛夫卡村委员会
新米哈伊洛夫卡村委员会（俄语：Новомихайловский сельсовет）是俄罗斯联邦阿穆尔州十月区所属的一个村委员会。其下辖有4个居民点，行政中心为新米海洛夫卡。据2016年统计，该村委员会的人口为585人。